# Zamek Troussay
Zamek Troussay (fr. Château de Troussay) – zamek położony w miejscowości Cheverny, w departamencie Loir-et-Cher (Francja), jeden z najmniejszych zamków w Dolinie Loary.
Zamek zbudowany został na terytorium Cheverny w XV wieku, a następnie, w XVI wieku, został upiększony. Zamek składa się z wysokiego budynku centralnego z dwiema wieżami po bokach oraz zespołu budynków gospodarczych. W 1828 roku odziedziczył go historyk Ludwik de La Saussaye i zlecił odrestaurowanie go.
W dawnych budynkach gospodarczych utworzono muzeum regionalne.

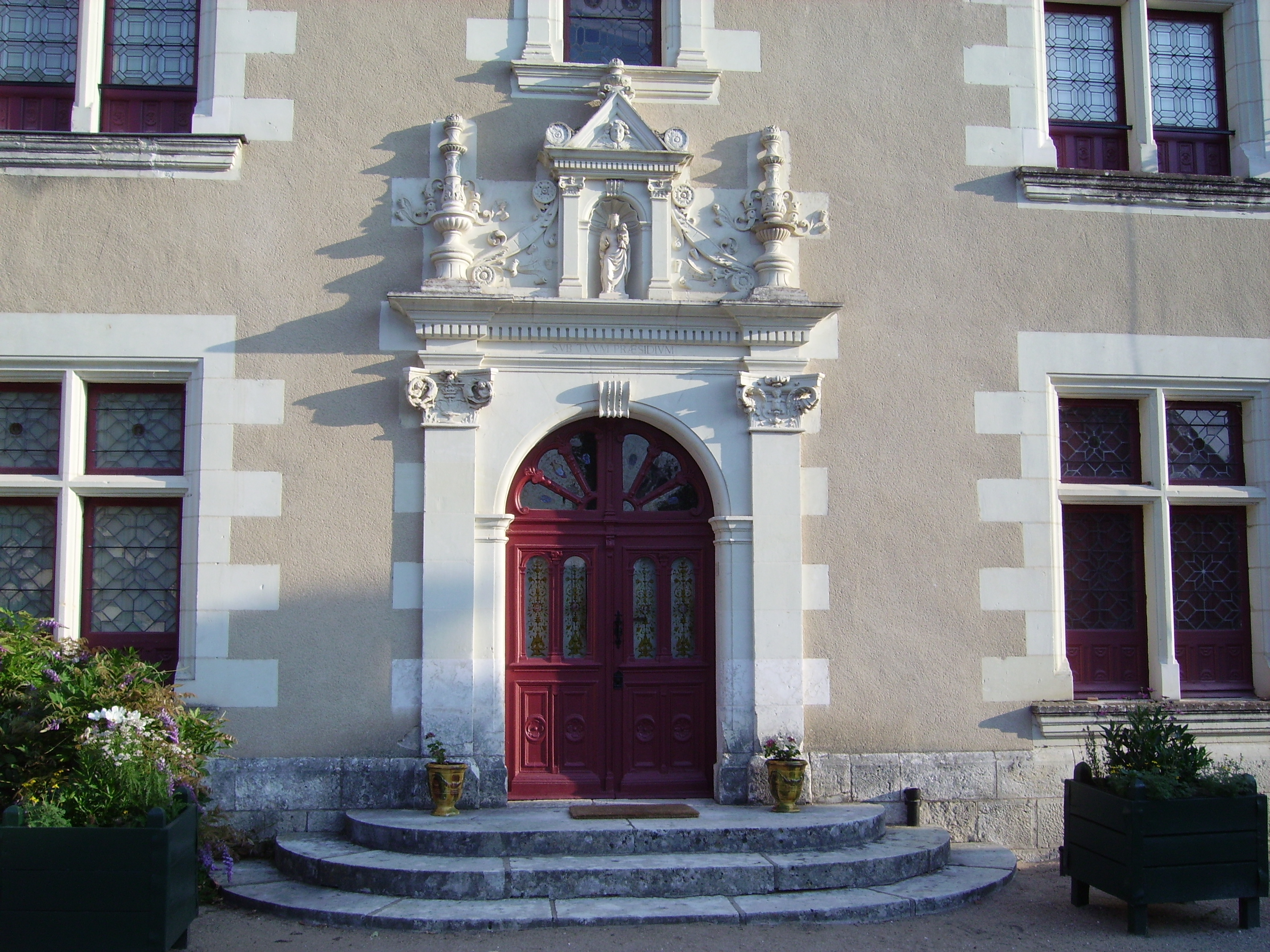
Drzwi fasady